# Roses rouges pour moi (pièce de théâtre)
 (septembre 2020).
Roses rouge pour moi est un drame en quatre actes du dramaturge irlandais Seán O'Casey, publié en 1942,. Cette pièce a pour sujet la grève irlandaise de 1913.

## Personnages
- Mrs Breydon
- Ayamonn Breydon, son fils
- Eada, voisine d’immeuble de Mrs. Breydon
- Dympna, voisine d’immeuble de Mrs. Breydon
- Finoola, voisine d’immeuble de Mrs. Breydon
- Sheila Morneen, fiancée d’Ayamonn
- Brennan o’the moor, propriétaire de quelques bicoques
- Un chanteur (un jeune homme plus une belle voix)
- Roory O’Balacaun, extrémiste du nationalisme irlandais
- Mulcanny, un contempteur du sacré
- Rev. E. Clinton, Recteur de Saint-Burnupus
- Samuel, bedeau de l’église
- Inspecteur Finglas, de la police montée et marguillier du Recteur
- 1er homme, voisin des Breydon
- 2e homme, voisin des Breydon
- 3e homme, voisin des Breydon
- Dowzard, membre du conseil de paroisse de Saint-Burnupus
- Foster, membre du conseil de paroisse de Saint-Burnupus
- Un allumeur de réverbère
- 1er cheminot
- 2e cheminot

## Lieux de l'action
- Acte I : L'appartement d'Ayamonn et sa mère.
- Acte II : L'appartement d'Ayamonn et sa mère.
- Acte III : Une rue près d'un pont.
- Acte IV : Une partie du parc de l'église protestante de Saint-Burnupus[7].

## Résumé

### Acte I
Ayamonn et sa mère, Mrs Breydon, répètent chez eux une pièce de Shakespeare pour la kermesse de la grève qui est sur le point de commencer. Ils sont interrompus par Brennan qui toque, mais ils n’ouvrent pas. Ayamonn dit à sa mère qu’il attend Mulcanny (qu’elle n’apprécie guère) : ce dernier doit lui donner un livre. Entrent Eada, Dympna et Finoola qui leur demandent un peu de savon pour nettoyer leur statue de la Vierge, qui a perdu toutes ses couleurs. Entre Sheila, l’amante d’Ayamonn, que Mrs Breydon n’apprécie pas non plus. Cette dernière part chez une voisine malade. Sheila reproche à Ayamonn de ne pas lui avoir ouvert avant : elle était avec Brennan quand ils ont refusé de lui ouvrir. Elle refuse d’aller voir Ayamonn le lendemain, bien que ce soit l’un des rares jours de congé d’Ayamonn, car elle doit assister à une cérémonie religieuse importante. Entre Brennan. Il reste, malgré l’impatience d’Ayamonn, et pose des questions sur la fiabilité de la banque d’Irlande : il s’inquiète pour son argent. Brennan finit par dire qu’il est venu pour écouter la chanson qu’ils ont préparée pour la kermesse. Bien que Sheila soit pressée, Ayamonn insiste pour qu’elle reste écouter. Entre le chanteur, il est très timide. Puis Roory entre, on lui explique la présence du chanteur, qui se met à chanter. Sheila part à la fin. Mulcanny vient en disant qu’il a trouvé le livre et qu’il l’aura le lendemain. Eada, Dympna, Finoola et d’autres voisines, entrent, affolées en disant que leur statue est partie. Mulcanny se moque de leur idole. Ayamonn apprend ensuite d’Eada que sa mère va rester pour la nuit avec la voisine malade.

### Acte II
Chez lui, Ayamonn compte son argent en discutant avec sa mère. Entre Brennan, il dit que c’est lui qui a volé la statue de la vierge, mais il l’a repeinte et lustrée. Il sort la remettre puis revient. Il gêne Ayamonn dans sa lecture. Entre Roory ; il se plaint de Mulcanny qui ne cesse de démentir les origines religieuses de l’homme. Il se dispute avec Brennan pendant que Mulcanny entre. Celui-ci donne à Ayamonn un livre sur l’origine de l’humanité, avant de sortir. Sheila toque à la porte. Ayamonn cache Brennan et Roory dans la deuxième pièce de son logis. Il reproche à Sheila de n’être pas venue le voir – on entend alors le bruit d’une querelle dans la rue. Elle veut le convaincre de ne pas faire la grève : il pourrait ainsi être promu, et avec un meilleur salaire il pourrait entretenir une famille. Il refuse d’abandonner ses camarades. Entre Mulcanny, celui-ci a été frappé, ses habits sont en désordre et il saigne. Roory et Brennan sortent de la pièce d’à-côté, disant qu’une pierre a été jetée sur leur fenêtre ; ils comprennent pourquoi en voyant Mulcanny. Une deuxième pierre est lancée sur l’autre fenêtre. Ayamonn sort pour régler le problème. Roory et Brennan se cachent sous la table pour se protéger des jets de pierre. Brennan, Mulcanny et Roory se disputent. Ayamonn entre et les fait sortir de leur cachette. Finoola, Dympna et Eada entrent en célébrant leur statue et le miracle de son retour. Elles sortent pour laisser entrer le recteur puis deux cheminots. Les deux hommes disent que la grève est confirmée et que les autorités ont envoyé un ultimatum contre celle-ci. Le Recteur est venu aussi pour le prévenir du danger. Sheila échoue de nouveau à convaincre Ayamonn d’abandonner la grève.

### Acte III
Dans une rue de Dublin, devant un pont, Finoola, Eada et Dympna tentent de vendre des pommes, des fleurs et des gâteaux en compagnie de trois hommes (probablement leurs maris). Passent le Recteur et l’Inspecteur. Le premier tente de le convaincre le second de ne pas attaquer les grévistes, ou du moins de le faire le moins possible. Trois ouvriers passent, fiers de la future réussite de la grève. Brennan vient, il chante une chanson, des habitants de la rue lui donnent des pièces. Il sort sous les critiques des six vendeurs à la sauvette, auxquels Ayamonn et Roory proposent sans succès de rejoindre la grève.

### Acte IV
Dans le jardin de l’Église protestante de Saint-Burnupus, Samuel se plaint auprès du Recteur que des narcisses ait été mises sur la croix, car selon lui c’est du papisme. Entrent Mrs Breydon et Sheila qui demandent au Recteur de convaincre Ayamonn de ne pas faire la grève. Entrent Ayamonn, suivi d’hommes et de femmes (qui restent dans la rue), ainsi que l’Inspecteur, puis Brennan. Ayamonn est pressé, la grève commence bientôt. Tous échouent à le convaincre de ne pas y aller, il sort. Puis l’Inspecteur part aussi. Brennan reste, il s’inquiète pour la banque d’Irlande. Le Recteur sort prendre le thé, puis Samuel emmène Brennan voir la croix de narcisses. Passent des grévistes qui chantent. Entrent Foster et Dowzard, qui vont dans le jardin de l’Église pour se protéger des combats. Foster et Dowzard reprochent au pasteur, qui est revenu, de garder Ayamonn dans le conseil de la paroisse de Saint-Burnupus et d’orner la croix avec des narcisses. Entrent Eada et Finoola, qui veulent également se mettre en sécurité. Finoola leur apprend qu’Ayamonn est mort d’une balle en pleine poitrine. (Le rideau se baisse pour montrer que quelques heures se passent.) Le corps de Ayamonn est emmené dans l’Église. L’Inspecteur dit à Sheila qu’il a tout fait pour qu’Ayamonn ne meure pas, et veut la convaincre de recommencer sa vie. Brennan chante une dernière chanson pour le corps d’Ayamonn.